# 桟勝正
桟 勝正（かけはし かつまさ、1929年（昭和4年）9月29日 - ）は、日本文化振興会の創始者。様々な顕彰活動を実施している。岡山県生まれ。

## 経歴
1971年、東久邇稔彦とともに日本文化振興会を創立、出版局長に就任。1974年、同専務理事に就任。1975年、同理事長に就任。1977年、日本文化通信社を設立、代表に就任。1979年、株式会社国際芸術新聞社（後の帝国芸術新聞社）と改称。

## 主な肩書
- 日本文化振興会名誉理事長
- 帝国芸術新聞社（旧国際芸術新聞社）会長
- アジア地域戦没者慰霊協会最高顧問
- 新日本美術院最高顧問
- 全国青少年健全育成会総本部名誉会長

## 主な顕彰受賞
- 韓国 財団法人国際文化協会 世界平和賞
- リベリア共和国 文化功労賞
- 財団法人インド福音協会 福祉功労賞
- 台湾政府外郭団体 中華民国文学芸術学会 文化栄誉賞
- 国際ロータリー 第3650地区 名誉会員
- 台湾淡江大学 名誉経済学博士号